# ريتشارد غريغوري
ريتشارد غريغوري (بالإنجليزية: Richard Gregory)‏ هو مجدف كندي، ولد في 20 يناير 1880 في تورونتو في كندا، وتوفي بنفس المكان في 2 أكتوبر 1925.

## وصلات خارجية
- ريتشارد غريغوري على موقع الاتحاد الدولي للتجديف (الإنجليزية)
- ريتشارد غريغوري على موقع اللجنة الأولمبية الدولية (الإنجليزية)
- ريتشارد غريغوري على موقع أوليمبيديا (الإنجليزية)